# Venustiano Carranza kommun, Puebla
Venustiano Carranza är en kommun i Mexiko.   Den ligger i delstaten Puebla, i den sydöstra delen av landet, 190 km nordost om huvudstaden Mexico City. Antalet invånare är 27 890. Arean är 317 kvadratkilometer.
Terrängen i Venustiano Carranza är huvudsakligen kuperad, men åt nordost är den platt.
Följande samhällen finns i Venustiano Carranza:
- Venustiano Carranza
- San José
- La Libertad
- San Bartolo del Escobal
- Estrella Roja
- Vicente Guerrero
- La Morena
- El Ajengibre
- San Rafael
- El Ojite
- Villa de Guadalupe
- El Lindero